# Charlie Barnett (Schauspieler)
Charlie Barnett (* 4. Februar 1988 in Sarasota, Florida) ist ein US-amerikanischer Schauspieler, bekannt durch seine Hauptrolle des Peter Mills in der Fernsehserie Chicago Fire.

## Leben
Charlie Barnett wuchs bis zu seinem siebten Lebensjahr auf einem Segelboot in Florida auf. Seine Mutter ist Schwedin und gehörte früher zu den Mormonen, sein Vater ist ein Bootsbauer aus Minnesota. Zu Barnetts Hobbys zählen Segeln und klassische Autos. Außerdem ist er ein Fan der Chicago White Sox und Chicago Bears. Barnett lebte in New York City, Los Angeles und Chicago.
Seine Liebe zum Theater entdeckte er, als er sechs Jahre alt war. Barnett trat in einigen Operas und Musicals auf. Im Sommer nach seinem High-School-Abschluss an der Booker High School in Sarasota, Florida besuchte er ein Sommer-Programm der Carnegie Mellon University für Musicals und Theater. Er machte seinen Abschluss im Jahr 2010 an der Juilliard School.
Seine erste Rolle hatte er 2006 im Film Circus Camp. Auf dem Outfest 2011 wurde Barnett mit dem Großen Preis der Jury (Grand Jury Award) für seine Darstellung in Gefreiter Romeo ausgezeichnet. Bekannt wurde Barnett vor allem durch seine Rolle des Peter Mills in der Feuerwehr-Fernsehserie Chicago Fire, für die er von 2012 bis 2015 vor der Kamera stand. In deren Spin-off Chicago P.D. war er in derselben Rolle zu sehen.
2019 spielte Barnett in der LGBT-Serie "Stadtgeschichten" mit.

## Filmografie
- 2006: Circus Camp
- 2010: Law & Order: Special Victims Unit (Fernsehserie, Folge 12x09)
- 2011: Criminal Intent – Verbrechen im Visier (Law & Order: Criminal Intent, Fernsehserie, Folge 10x06)
- 2011: Gefreiter Romeo (Private Romeo)
- 2012: Gayby
- 2012: Men in Black 3
- 2012–2015: Chicago Fire (Fernsehserie, 66 Folgen)
- 2013: The Happy Sad
- 2013: Apex (Fernsehserie, Folge 1x01)
- 2014–2015: Chicago P.D. (Fernsehserie, 4 Folgen)
- 2016: Secrets and Lies (Fernsehserie, 10 Folgen)
- 2016: Code Black (Fernsehserie, Folge 2x02)
- 2017: Orange Is the New Black (Fernsehserie, Folge 5x10)
- 2019: Matrjoschka (Russian Doll, Fernsehserie, 8 Folgen)
- 2019: Stadtgeschichten (Tales of the City, Miniserie, 9 Folgen)
- 2019: You – Du wirst mich lieben (You, Fernsehserie, 6 Folgen)
- 2019–2020: Arrow (Fernsehserie, 4 Folgen)
- 2020: The Stand-In
- 2021: Ein besonderes Leben (Special, Fernsehserie, 3 Folgen)
- 2021: Ordinary Joe
- 2022: We Are Gathered Here Today
- 2024: The Acolyte (Fernsehserie)
- 2024: Dreams in Nightmares